# Максимилиан Вюртембергский
Герцог Вильгельм Фердинанд Максимилиан Карл Вюртембергский (нем. Wilhelm Ferdinand Maximilian Karl von Württemberg; 3 сентября 1828, Тругенхофен — 29 июля 1888, Регенсбург) — представитель Вюртембергского королевского дома.

## Биография
Герцог Максимилиан — сын герцога Пауля Вильгельма Вюртембергского и принцессы Марии Софии Доротеи Турн-и-Таксис, дочери князя Карла Александра Турн-и-Таксиса. Приходился внучатым племянником первому королю Вюртемберга Фридриху.
В 1876 году герцог Максимилиан женился на Гермине Шаумбург-Липпской (1845—1930), старшей дочери князя Адольфа I Шаумбург-Липпского и Гермины Вальдек-Пирмонтской. В браке детей не было. О дальнейшей жизни герцога Максимилиана сведений не сохранилось. Как и его отец Пауль Вильгельм и дед Евгений Фридрих Генрих, герцог Максимилиан состоял в масонской ложе. С 1851 года герцог Максимилиан состоял в палате сословий Вюртемберга.

## Комментарии
1. ↑  В Вюртембергском королевском доме титул герцог носили все потомки главы дома (короля Вюртемберга) по прямой мужской законной линии. То есть, в этой семье после 1806 года герцог — титул принца, а не титул правящего герцогством монарха.